# Силуянов, Николай Михайлович
Никола́й Миха́йлович Силуя́нов (1906—1965) — советский государственный деятель, организатор производства цветных металлов, дипломат.

## Биография
Родился 1 [14] августа 1906 года в семье крестьянина Пензенской губернии. Трудовую деятельность начал в 1925 году слесарем Курского машиностроительного завода. В 1930 году окончил Сибирский технологический институт в г. Томске, после чего работал старшим инженером, а затем начальником цеха цинкового завода в городе Белово Западно-Сибирского края (ныне в Кемеровской области). С 1933 года старший инженер, заведующий сектором Гинцветмета, одновременно с 1934 года преподавал в Московском институте цветных металлов и золота. 
- в 1937 году — в Центральной контрольно-инспекторской комиссии при наркоме тяжёлой промышленности СССР
- с 1938 до 1940 года — главный инженер, заместитель начальника, начальник Главмеди Наркомата цветной металлургии
- 1940 год — заместитель наркома цветной металлургии СССР, вступил в ВКП(б)
- 1941 год — директор Новосибирского оловянного завода Наркомата цветной металлургии
- 1942 год — директор Гинцветмета Наркомата цветной металлургии
- с 1943 до 1949 года — заместитель председателя Госплана при Совнаркоме (с 1946 Совета Министров) СССР
- с 1949 до 1957 года — 1-й заместитель министра геологии СССР, заместитель председателя Госплана СССР (с 1955 — Государственная экономическая комиссия)
- с 1957 года — заместитель представителя СССР в СЭВ, советник-посланник посольства в Польше[2].

Умер 7 июня 1965 года после тяжёлой продолжительной болезни. Похоронен на Новодевичьем кладбище (6 участок, 19-й ряд).

## Награды
- 2 ордена Ленина
- 2 ордена Трудового Красного Знамени
- орден «Знак Почёта»
- медали[1]